# Huttenberg
Der Huttenberg ist die mit 212,1 m ü. NN höchste Erhebung der Kmehlener Berge. 
Es handelt sich um einen zumeist mit Kiefern bestandenen Hügel, der über einen unmarkierten Pfad von der S 99 zwischen Ortrand und Blochwitz aus zu erreichen ist.